# Tatars de Roumanie
Les Tatars de Roumanie (en roumain Tătarii din România, en tatar Dobrucа tatarları) forment l’une des minorités ethniques légalement reconnues de ce pays. Selon le recensement de 2011, 20 282 Tatars vivent en Roumanie, principalement dans le județ de Constanța, où ils représentent 3,1 % de la population. Avec le județ de Tulcea qui le borde au nord, le județ de Constanța compose la partie roumaine de la région historique de la Dobrogée.

## Histoire

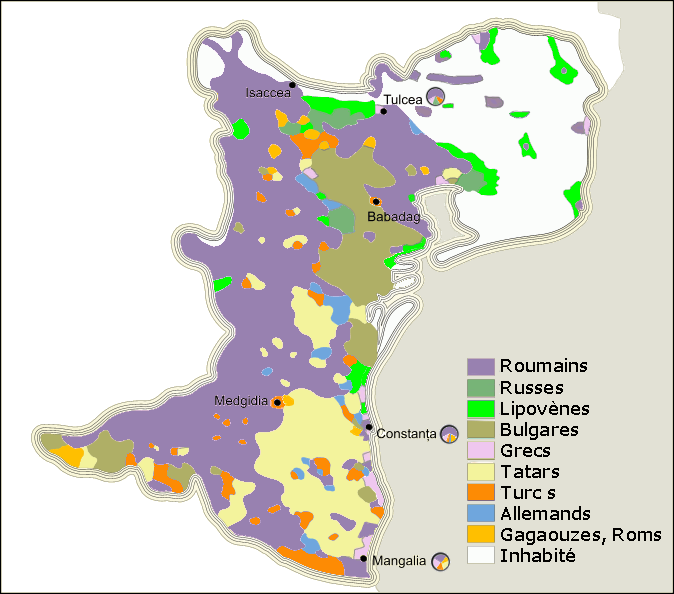
Les langues parlées en Dobrogée en 1903.

La communauté tatare de Roumanie est implantée sur le territoire de l'actuelle Roumanie depuis de nombreux siècles. Sa constitution est le fruit de plusieurs vagues migratoires à différentes époques et de différents horizons :
- Au XIIIe siècle arrivèrent les Tatars de la « Horde d'or » et au XVe siècle ceux du Khanat de Crimée, tantôt de manière indépendante, tantôt comme mercenaires des États de l’époque (Second Empire bulgare et Despotat de Dobroudja), et y adoptèrent l’islam sunnite de tradition hanafite (libérale).
- En 1812, l’Empire russe annexa la Bessarabie, jusqu'alors territoire ottoman situé au nord du delta du Danube et connue sous le nom de Boudjak[2], où vivaient des populations musulmanes (Turcs, Tatars « Nogay » et Tatars de Crimée). Les Tsars imposèrent alors à l’Empire ottoman un transfert de populations : les musulmans du Boudjak sont expulsés vers la Dobrogée encore ottomane, en échange d’un nombre équivalent (autour de vingt mille familles) de chrétiens orthodoxes, de langue bulgare (ancêtres des Bulgares de Bessarabie, vivant aujourd'hui en Ukraine) ou turque (Gagaouzes actuels).

## Démographie

### Évolution de la population tatare
| Année | Tatars | Tatars      | Langue maternelle tatare | Langue maternelle tatare |
| Année | Nombre | Pourcentage | Nombre                   | Pourcentage              |
| ----- | ------ | ----------- | ------------------------ | ------------------------ |
| 1930  | 22 141 | 0,1 %       | 288 073                  | 1,6 %                    |
| 1948  |        |             | 28 782                   | 0,2 %                    |
| 1956  | 20 469 | 0,1 %       | 20 574                   | 0,1 %                    |
| 1966  | 22 151 | 0,1 %       | 21 224                   | 0,1 %                    |
| 1977  | 23 369 | 0,1 %       | 21 299                   | 0,09 %                   |
| 1992  | 24 596 | 0,1 %       | 22 754                   | 0,09 %                   |
| 2002, | 23 935 | 0,1 %       | 21 272                   | 0,1 %                    |
| 2011  | 20 282 | 0,1 %       | 17 677                   | 0,09 %                   |

### Zones d'implantations
La population tatare est très concentrée puisque, puisqu'elle vit à plus de 96 % dans le județ de Constanța, 36 % des Tatars de Roumanie vivant dans la ville de Constanța et 16 % à Medgidia.
D'autres communes et villes possèdent une importante communauté tatare :
- Ciocârlia, 3 220 habitants, dont 11 % de Tatars.
- Techirghiol, 7 292 habitants, dont 9 % de Tatars.
- Valu lui Traian, 12 376 habitants, dont 9 % de Tatars.

### Situation sociale
Selon le recensement de 2011, la communauté tatare est bien plus urbanisée que la moyenne nationale (28 % d'entre eux vivant dans des communes contre 46 % en moyenne). De plus, elle se distingue par sa pratique majoritaire de la religion musulmane (99 % de musulmans chez les Tatars). Enfin, 86 % des personnes s'étant déclarées d'ethnie tatare ont déclaré avoir la langue tatare comme langue maternelle, 13 % le roumain et 1 % le turc.

## Représentation politique
En 1990 les Tatars de Roumanie ont formé avec les Turcs une organisation commune appelée « Union minoritaire ethnique turque de Roumanie » (en roumain : Uniunea Minoritară Etnică Turcă din România), mais des scissions sont intervenues ultérieurement.